# Longobardische Rijk
Het Longobardische Rijk (ook wel Langobardische Rijk; Longobardisch: Langbardland; Latijn: Langobardia) was een door de Oost-Germaanse volksstam der Longobarden gesticht koninkrijk op het Italisch schiereiland van 568 tot 774. Zij versloegen in een korte oorlog de Byzantijnen, die kort daarvoor met veel moeite zich meester van Italië hadden gemaakt in de Gotische Oorlog. De huidige Noord-Italiaanse regio Lombardije (Italiaans: Lombardia) verwijst naar dit rijk.
De Longobardische koningen zetelden in de stad Pavia, die de Longobarden in 572 hadden veroverd na het beleg van Pavia, maar het bestuur lag feitelijk in handen van zo'n twintig hertogen. Met name de hertogen van Benevento en Spoleto trokken zich weinig aan van het koninklijk gezag. Sommige kuststreken van Italië en de eilanden Sardinië en Sicilië bleven Byzantijns.
Tijdens de Longobardische overheersing bleven er perioden van oorlog met de Byzantijnen, waarbij beide partijen trachtten zo veel mogelijk Italisch grondgebied te behouden of te verkrijgen, waarbij de Longobarden meestal aan het langste eind trokken. Uiteindelijk veroverden zij in 751 het exarchaat Ravenna en doodden daarbij de laatste Byzantijnse exarch, Eutychius. De eerste koning der Franken, Pepijn de Korte, dwong de Longobarden na twee succesvolle veldtochten in 754 en 756 hun veroveringen op te geven en deze over te dragen aan de paus. Deze zogenaamde schenking van Pepijn legde de basis voor de Kerkelijke Staat.
In 774 werd het Longobardische Rijk veroverd door Karel de Grote en toegevoegd aan het Frankische Rijk. Karel liet zich tot koning der Longobarden kronen met de IJzeren Kroon, maar in 781 kroonde hij zijn zoon Pepijn tot (mede-)koning van Italië, een nieuwe titel waarmee Karel de traditie bewust doorbrak en het middeleeuwse koninkrijk Italië schiep, als onderdeel van het Frankische Rijk.

## Hertogdommen
De hertogdommen waren zeer belangrijk in het Longobardische Rijk. Sommige hertogen (met name die van het vorstendom Benevento en het hertogdom Spoleto) waren zo machtig dat ze zich betrekkelijk zelfstandig konden opstellen ten opzichte van de koning, die in Pavia zetelde. De hertogdommen waren (vulgair latijnse naam tussen haakjes):
| - hertogdom Aosta (Augusta) - hertogdom Asti (Hasta) - hertogdom Benevento (Beneventum) - hertogdom Bergamo (Bergomum) - hertogdom Brescia (Brixia) - hertogdom Friuli (Foroiulii) - hertogdom Ceneda (Ceneda) | - hertogdom Ivrea (Eporedia) - hertogdom Milaan (Mediolanum) - hertogdom Parma (Parma) - hertogdom Pavia (Papia) - hertogdom Piacenza (Placentia) - hertogdom Reggio (Regium) - hertogdom San Giulio (Sanctus Julius) | - hertogdom Spoleto (Spoletum) - hertogdom Trent (Tridentum) - hertogdom Treviso (Tarvisium) - hertogdom Turijn (Taurinorum) - hertogdom Tuscië (Toscane) - hertogdom Verona (Verona) - hertogdom Vicenza (Vicetia) |

Na de Frankische verovering in 774 verdwenen de meeste hertogdommen, maar enkelen (Tuscië/Toscane, Turijn, Verona en Ivrea) werden in de eeuwen erna omgevormd tot markgraafschappen met een groter grondgebied, formeel onderdeel van het koninkrijk Italië maar met een grote mate van autonomie. 
In Midden- en Zuid-Italië wisten de hertogdommen Spoleto en Benevento zichzelf onafhankelijk te maken en bleven nog enige eeuwen voortbestaan. Spoleto en Benevento werden gezamenlijk Langobardia Minor of Klein-Lombardije genoemd. Dit staat in tegenstelling tot Langobardia Major of Groot-Lombardije in Noord-Italië, dat verankerd zat in het Karolingische Rijk en later in Oost-Francië.